# Djuplagen
Djuplagen är en sjö i Falu kommun, Leksands kommun och Rättviks kommun i Dalarna och ingår i Dalälvens huvudavrinningsområde. Sjön har en area på 0,122 kvadratkilometer och ligger 276 meter över havet. Sjön avvattnas av vattendraget Lungsjöån.

## Delavrinningsområde
Djuplagen ingår i det delavrinningsområde (675090-148240) som SMHI kallar för Ovan Tinbodbäcken. Medelhöjden är 341 meter över havet och ytan är 7,61 kvadratkilometer. Räknas de 3 avrinningsområdena uppströms in blir den ackumulerade arean 33,91 kvadratkilometer. Lungsjöån som avvattnar avrinningsområdet har biflödesordning 4, vilket innebär att vattnet flödar genom totalt 4 vattendrag innan det når havet efter 276 kilometer. Avrinningsområdet består mestadels av skog (78 procent) och sankmarker (10 procent). Avrinningsområdet har 0,12 kvadratkilometer vattenytor vilket ger det en sjöprocent på 1,6 procent.